# 布羅傑齊
51°45′40″N 26°39′12″E / 51.76111°N 26.65333°E
布羅傑齊（烏克蘭語：Бродець），是烏克蘭西北部的村莊，隸屬里夫內州的薩爾內區。該村始建於1596年，面積0.36平方公里，海拔高度140米，2001年人口264。